# 天輪王明誠教団
天輪王明誠教団（てんりんおうめいせいきょうだん）とは、天理教の講であった明誠社の初代講元・奥六兵衛が京都に開いた新宗教である。

## 概要
1876年、奥は天理教に入信し、明治10年代初期に京都で布教にあたった。天理教史上では最初期の京都における布教活動であったが、陰陽道にも精通していた六兵衛の活動は神秘的で施し与えることを旨としていた。
六兵衛を中心に1881年、天輪王明誠社が結成された。中野政次郎、深谷源次郎（のちの天理教河原町大教会初代会長）、宇野善助（のちの天理教越乃国大教会初代会長）など有力信者が在籍していた。教派神道の神習教に接近を図る六兵衛の信仰のあり方に反発し、深谷、宇野らは離脱して「斯道会」を結成する。

## 神習教の傘下入りと天理教信仰の継続
官憲による取り締まりや社会的な排撃から逃れるため、明誠社は1888年に神習教傘下となる。同時に天理教とは疎遠となる。神習教傘下のもと教勢をのばし、明治20年代には関係教会は20か所にのぼった。
六兵衛は一貫して京都府相楽郡において布教活動を行い、中山みきの教えを広める。1892年に記した『十二段神楽歌』は天理教の「みかぐらうた」とほぼ同様の内容であった。

## 神習教からの独立
宗教団体法が1940年に施行されると、主祭神について神習教と対立するようになる。京都の教会本部は独立し、宗教結社明誠本部となった。東京の教会東本部は神習教に残留し分裂した。
独立後の教会本部は若林神風が率い、終戦後の1953年には川崎市を本部として宗教法人明誠社を設立し、管長となった。幾度かの名称変更を経て現名称となり、横浜市に本部を置く。

## 信仰上の天理教本部との関係
現在も教祖を中山みきとし、「みかぐらうた」を儀式に用いている。1933年の若林神風の参拝以降、奈良県天理市の「ぢば」へも公然と信者が参拝している。